# Tun (unidad maya)

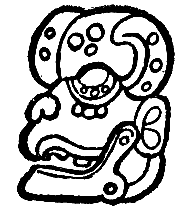
Glifo para el Tun

El tun es una unidad de tiempo en el calendario maya de la cuenta larga igual a 360 días (360 kines) y equivalente a 18 uinales.  Es el tercer dígito después del Baktun y el Katún de la cifra de la cuenta larga. De la cuenta larga es la unidad más aproximada al año terrestre, siendo menor a este por 5,24 días.
La tabla siguiente representa las equivalencias de las unidades de tiempo de la cuenta larga y los nombres que se conocen para cada uno de ellos.
| Unidades de cómputo de la cuenta larga |         |              |
| Nombre maya                            | Días    | Equivalencia |
| kin                                    | 1       | —            |
| winal                                  | 20      | 20 kin       |
| tun                                    | 360     | 18 uinal     |
| katún                                  | 7.200   | 20 tun       |
| baktún                                 | 144.000 | 20 katún     |